# فرودگاه تارب-لورد-پیرنه
فرودگاه تارب-لورد-پیرنه (به انگلیسی: Tarbes-Lourdes-Pyrénées Airport) (به زبان بومی: Aéroport de Tarbes-Lourdes-Pyrénées) یک فرودگاه همگانی با کد یاتا LDE است که یک باند فرود آسفالت دارد و طول باند آن ۳۰۰۰ متر است. این فرودگاه در شهر تارب کشور فرانسه قرار دارد و در ارتفاع ۳۸۴ متری از سطح دریا واقع شده‌است.

## شرکت‌های هواپیمایی و مقصدهای پروازی

### مسافری
| شرکت‌های هواپیمایی                    | مقصدهای پروازی                                                                  |
| ------------------------------------ | ------------------------------------------------------------------------------- |
| ایر فرانس اجرا توسط هاپ!             | اورلی                                                                           |
| آلبااستار                            | فصلی: لئوناردو دا وینچی-فیومیچینو چارتر فصلی: ماستریخت آخن چارتر فصلی: بیرمنگام |
| بروکسل ایرلاینز                      | فصلی: بروکسل                                                                    |
| ایبریا ایرلاین اجرا توسط ایر نوستروم | Seasonal: مادرید-باراخاس                                                        |
| هواپیمایی خاورمیانه                  | چارتر فصلی: رفیق حریری بیروت                                                    |
| رایان‌ایر                             | جان پل دوم کراکوف-بالیس، استانستد لندن، چمپینو، رم فصلی: اوریو آل سریو          |
| TUI fly Belgium                      | فصلی: بروکسل                                                                    |

### باری
| شرکت‌های هواپیمایی | مقصدهای پروازی                                           |
| ----------------- | -------------------------------------------------------- |
| میسترال ایر       | میلانو مالپنسا، لئوناردو دا وینچی-فیومیچینو، تورین کاسله |